# Fränkischer Jakobsweg
Der Fränkische Jakobsweg ist ein Abschnitt des Jakobsweges in Bayern.
Er wurde im Jahr 1995 eingeweiht und führt – auf der tschechischen Seite als „I 24“ markiert – von Prag kommend bei Tillyschanz über die deutsch-tschechische Grenze
zunächst durch die Oberpfalz und dann durch Franken über Nürnberg nach Rothenburg ob der Tauber. Dort wird er durch den Fränkisch-Schwäbischen Jakobsweg fortgesetzt.

## Geschichte
Pfarrer Paul Geißendörfer aus Heilsbronn beschrieb 1992 den fast vergessenen mittelalterlichen Jakobsweg
zwischen Nürnberg und Rothenburg ob der Tauber.
Der Fränkische Albverein griff die Anregung auf und markierte in Zusammenarbeit mit dem
Oberpfälzer Waldverein die Strecke von Tillyschanz bis Rothenburg ob der Tauber.
Es erschienen die beiden unter Literatur genannten Wanderführer. Die am Weg liegenden Pfarrgemeinden bemühten sich preiswerte Unterkünfte für die Pilger zu schaffen. Seitdem erfreut sich das Pilgern auf diesem sehr einsamen Abschnitt des Jakobsweges zunehmender Beliebtheit.

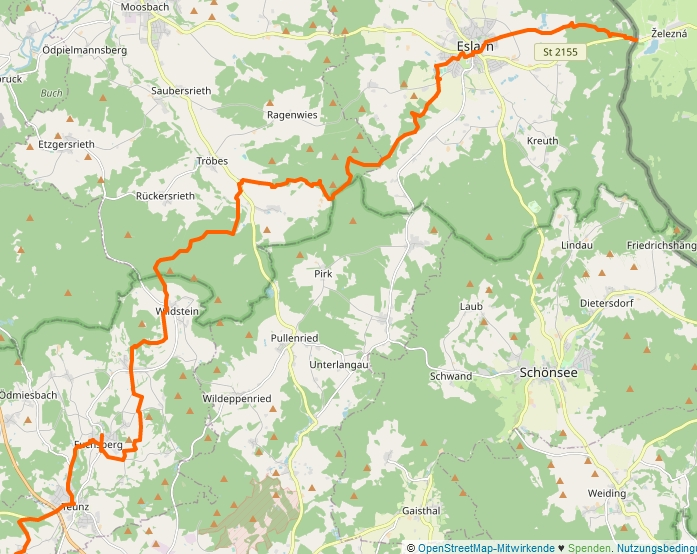
Jakobsweg von Tillyschanz bis Teunz

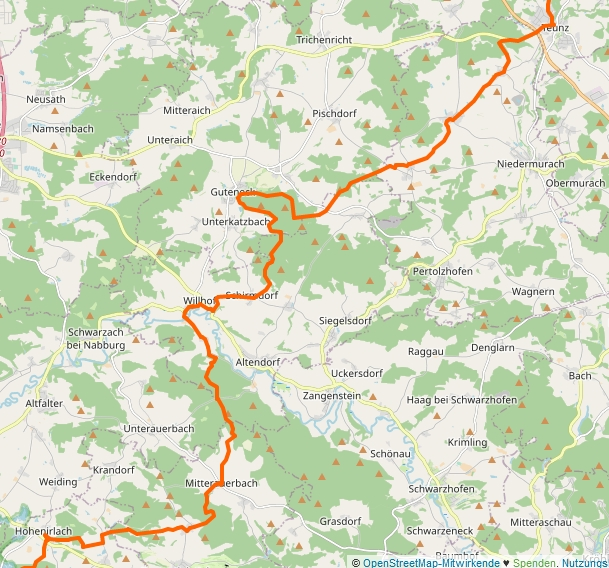
Jakobsweg von Teunz bis Hohenirlach

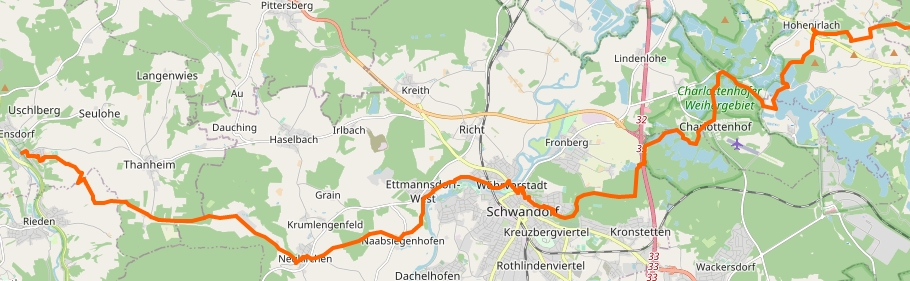
Jakobsweg von Hohenirlach bis Ensdorf

## Oberpfälzer Jakobsweg: Tillyschanz bis Nürnberg
Der Jakobsweg ist recht ordentlich markiert mit einer weißen Muschel auf hellblauem Grund. Dieser Abschnitt wird vom Fränkischen Albverein betreut und der genaue Verlauf ist in OpenStreetMap vollständig erfasst. Er verläuft vorwiegend auf Wald-, Wiesen- und Feldwegen. Nur selten muss ein kurzes Stück Straße oder asphaltierter Weg begangen werden. Trotzdem ist es ratsam Wanderkarten, einen Kompass und Wanderführer sowie Verpflegung mitzunehmen, da der Weg teilweise durch ausgedehnte einsame Waldgebiete und sehr kleine Ortschaften ohne Lebensmittelgeschäfte führt.

### Abschnitt Tillyschanz–Teunz, 23,5 km
Der Jakobsweg beginnt am Grenzübergang Tillyschanz mitten im Oberpfälzer Wald im Landkreis Neustadt an der Waldnaab. Gut markiert führt er Richtung Westen nach Eslarn. Am südwestlichen Ortsausgang von Eslarn, beim Eslarner Waldbad Atzmannsee, wendet sich der Weg nach Süden und führt nördlich am Stangenberg-Gipfel vorbei, aus dem dichten Wald hinaus wieder nach Westen auf eine freie Fläche mit den Weilern Lohhof und Gaisheim. Dann wieder nach Südwesten durch ein ausgedehntes Waldgebiet nach
Wildstein, wo er in den Landkreis Schwandorf wechselt. Von Wildstein geht es nach Süden über Kühried und Burkhardsberg zur ersten Jakobskirche, einer barocken Flurkapelle aus dem 18. Jahrhundert, am Hang der 596 m hohen Platte östlich von Fuchsberg. Weiter durch Fuchsberg, am kleinen Fuchsberger Badeweiher vorbei nach Teunz.

### Abschnitt Teunz–Schwandorf, 40 km

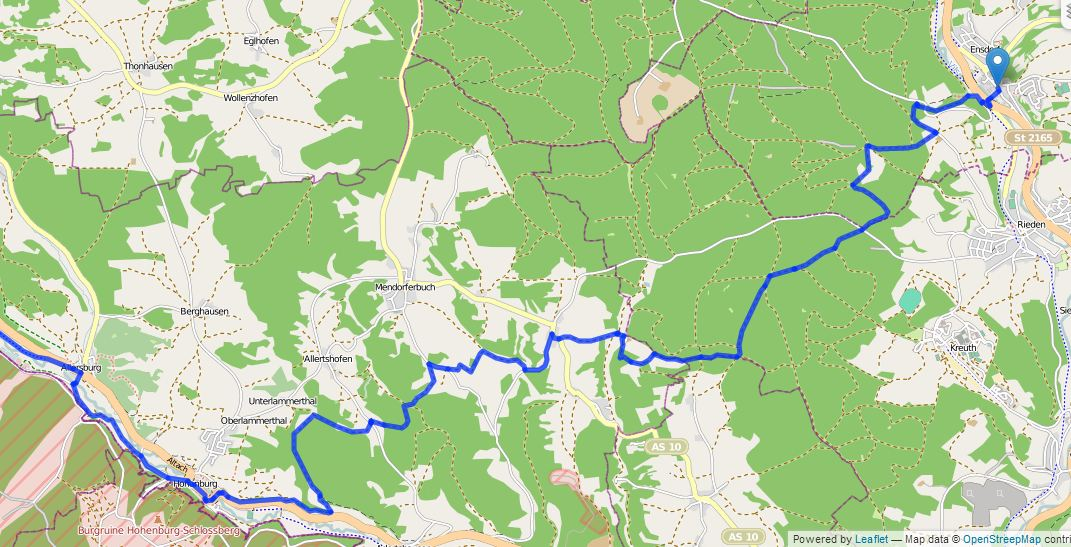
Jakobsweg von Ensdorf nach Hohenburg

Besonders am Anfang dieses Abschnittes ist der Weg oft schwer zu finden. Er verliert sich häufig im Wald oder in den Wiesen und ist völlig zugewachsen. Die Orientierung mittels Handy oder GPS ist oft wegen fehlendem Netzempfang und schlechtem GPS-Empfang schwierig. Ein normaler mechanischer Kompass ist dort zur Orientierung sehr nützlich. Südwestlich von Teunz wird die Ostmarkstraße (B 22) überquert. Generell in südwestlicher Richtung geht es über Voggendorf, Rottendorf, Enzelsberg, Oberkatzbach, Guteneck, Schirmdorf zur romanischen Jakobskirche in Willhof. In Willhof wendet sich der Weg nach Süden und verläuft über Unterkonhof, Mitterauerbach nach Wundsheim. Ab Wundsheim weiter nach Westen über Glöcklhof nach Hohenirlach. Zwischen Hohenirlach, Holzhaus und Schwandorf windet sich der Weg Richtung Südwesten zwischen zahlreichen flachen Weihern des Oberpfälzer Seenlands hindurch, die durch Braunkohle- und Kiesabbau Anfang des 20. Jahrhunderts entstanden und nun ein Naturschutzgebiet bilden, das zahlreichen bedrohten Tier- und Pflanzenarten Zuflucht bietet.

### Abschnitt Schwandorf–Hohenburg, 31 km
In Schwandorf befindet sich am Marktplatz eine im 15. Jahrhundert erbaute Jakobskirche. Weiter geht es Richtung Westen an der Naab entlang nach Ettmannsdorf, Naabsiegenhofen, Neukirchen, Scheckenberg nach Siegenthan, wo der Weg den Landkreis Schwandorf verlässt und in den Landkreis Amberg-Sulzbach wechselt. Über Dornberg geht es nach Ensdorf an der Vils, wo sich eine im 18. Jahrhundert errichtete Jakobskirche im Wittelsbacher Kloster Ensdorf befindet. Richtung Südwesten über den Eggenberg mit der Wallfahrtskirche St. Dionys und Nothelfer weiter über Taubenbach, Egelsheim, Stettkirchen nach Hohenburg.

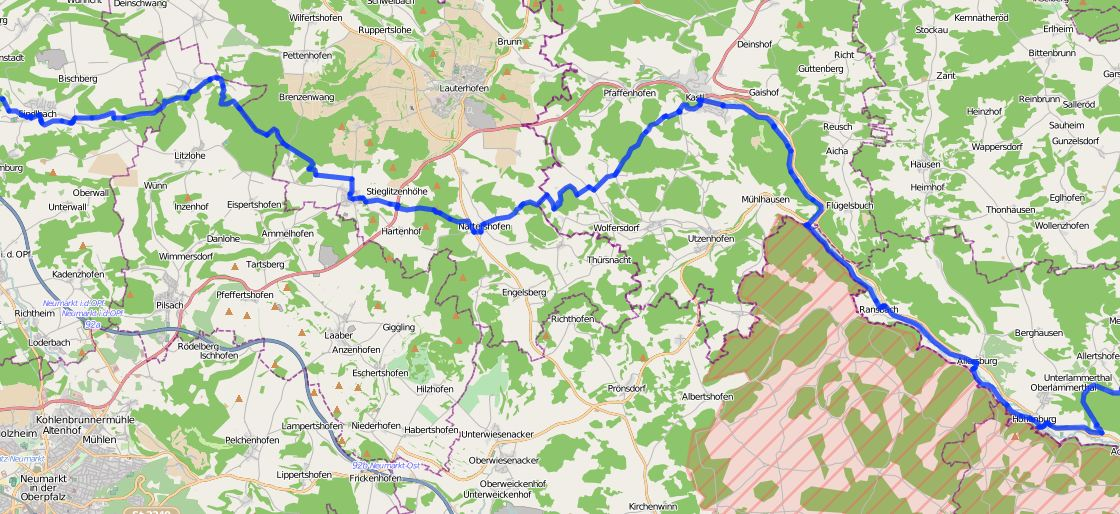
Jakobsweg von Hohenburg nach Sindlbach

### Abschnitt Hohenburg–Sindlbach, 36 km
Die im 17. Jahrhundert erbaute katholische Pfarrkirche St. Jakob der Ältere liegt im Südwesten von Hohenburg.
Der Jakobsweg verläuft jetzt Richtung Nordwesten immer entlang der Lauterach, die auf seiner rechten Seite fließt, über Allersburg, Ransbach, Lauterach nach
Kastl mit seinem ehemaligen Benediktinerkloster, wo er den Fluss verlässt. Hier wechselt der Jakobsweg aus dem Landkreis Amberg-Sulzbach in den Landkreis Neumarkt in der Oberpfalz. Richtung Südwesten geht es auf der Höhe nach Nattershofen und dann Richtung Westen über
Trautmannshofen, Langenthal nach Sindlbach.

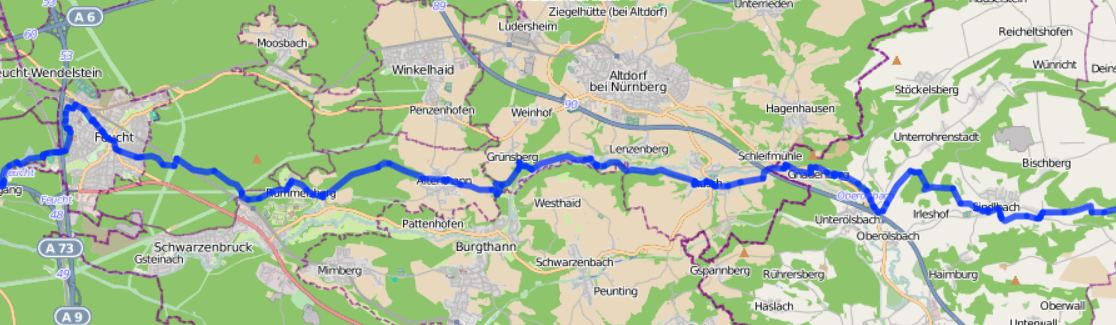
Jakobsweg von Sindlbach nach Feucht

### Abschnitt Sindlbach–Feucht, 22 km
In der im 17. Jahrhundert erbauten Jakobskirche von Sindlbach befindet sich im mittleren Deckengemälde eine Darstellung von St. Jakob als Maurentöter. Ab Sindlbach führt der Weg praktisch immer nach Westen über Irleshof nach Gnadenberg, wo der Jakobsweg den Landkreis Neumarkt in der Oberpfalz und die Oberpfalz verlässt und nach Mittelfranken in den Landkreis Nürnberger Land wechselt. Der Wechsel ist deutlich: Es gibt kaum noch Biergärten, überhaupt weniger Gastwirtschaften, die Ortschaften wirken wohlhabender, die Kirchen sind nicht mehr katholisch, sondern evangelisch. Der Weg führt über Rasch, Prackenfels, Grünsberg, Altenthann, Rummelsberg nach Feucht. Neben den Orten und Kirchen sind das Schloss Grünsberg, die Sophienquelle sowie der Thanngraben nahe Altenthann sehenswert.

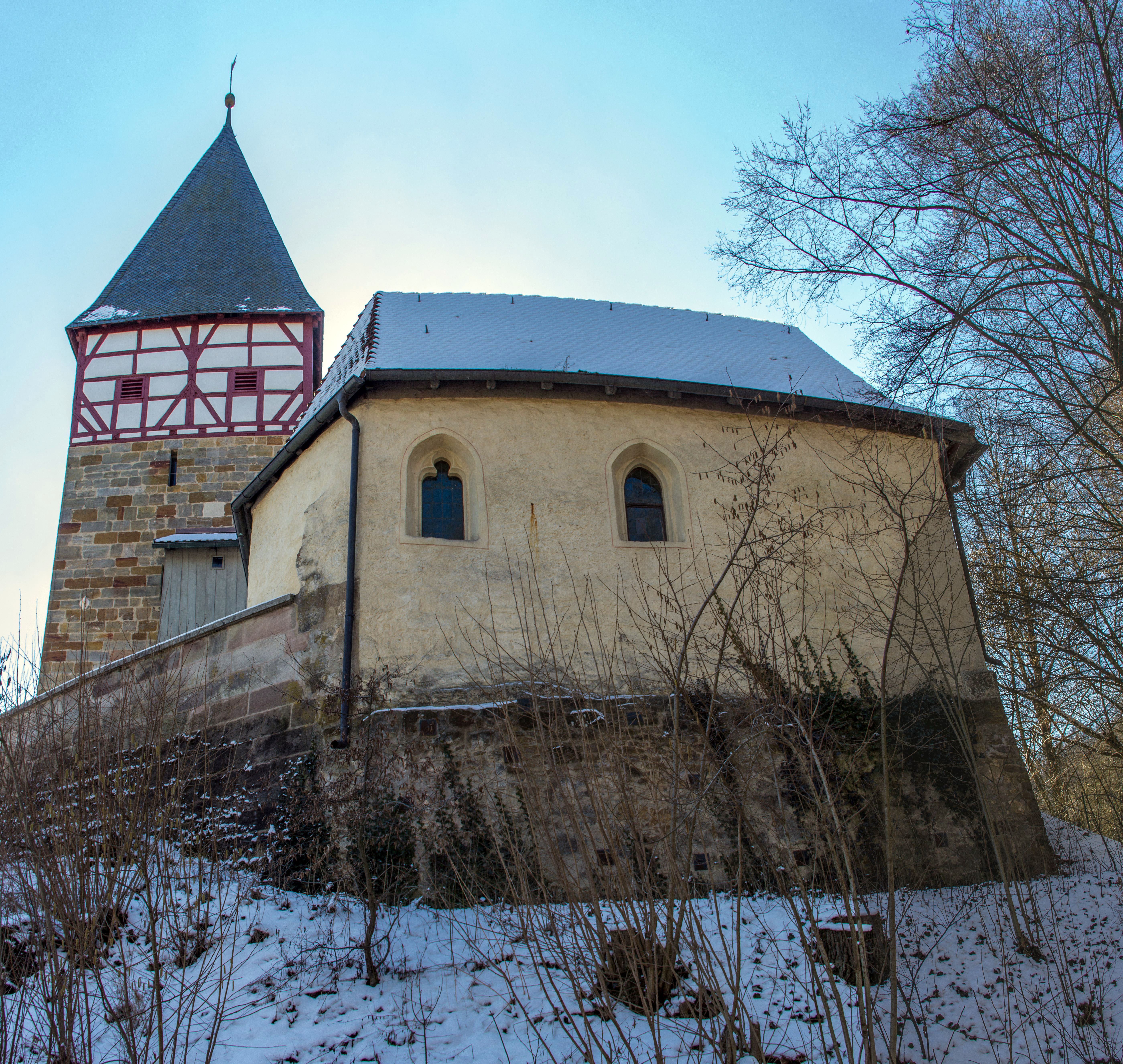
St. Michael in Rasch
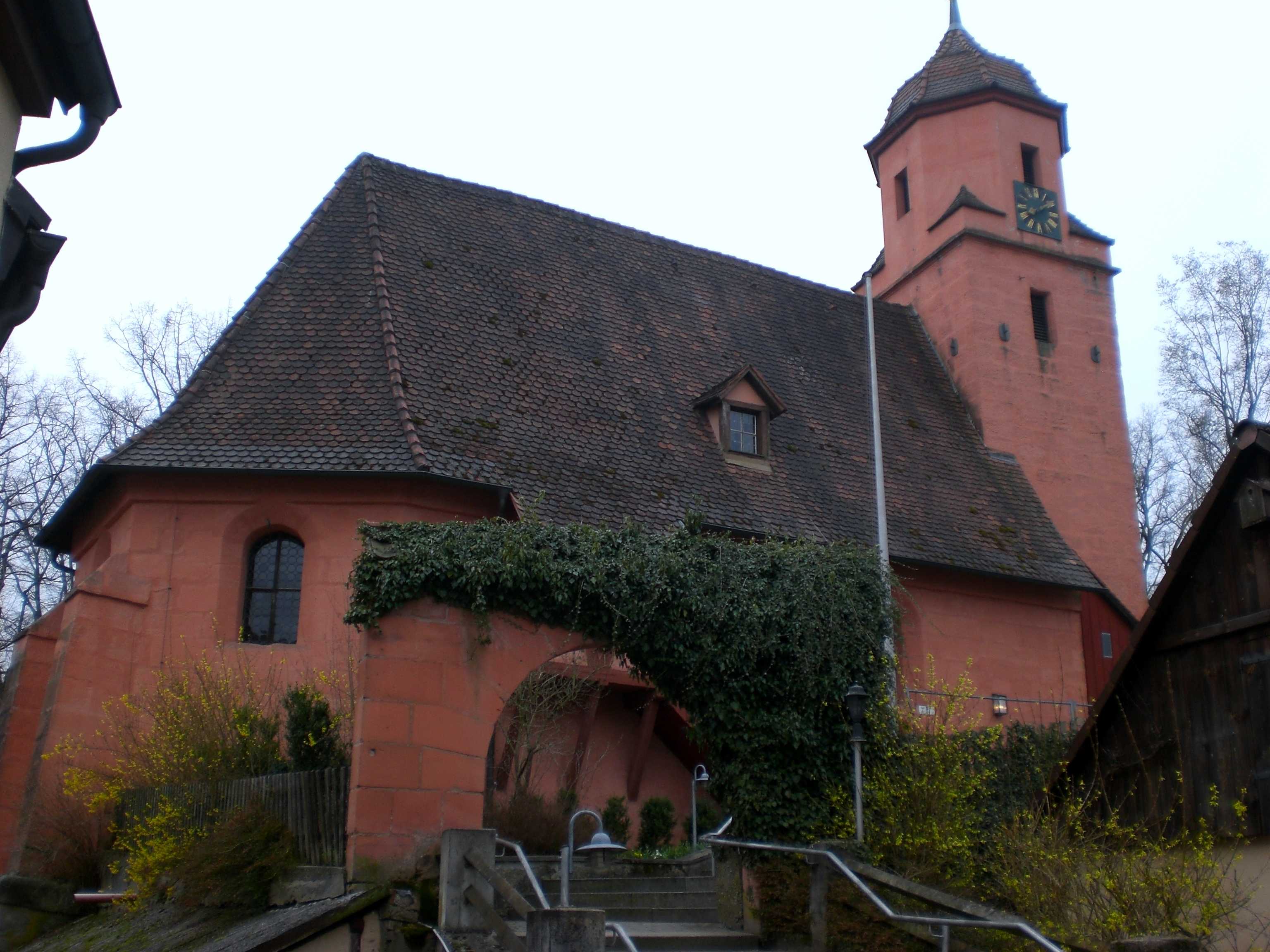
Sankt Veit in Altenthann
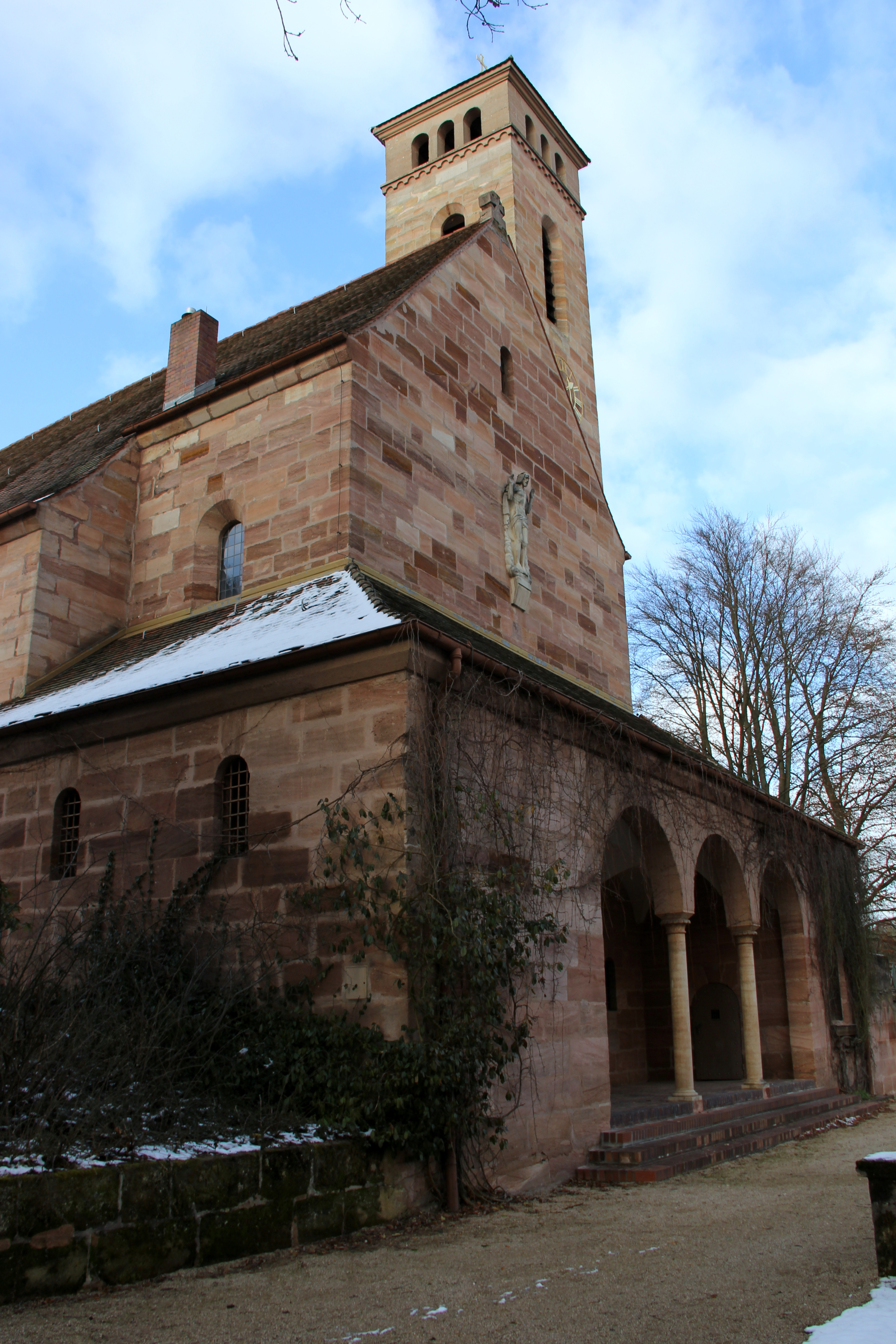
Philippuskirche in Rummelsberg

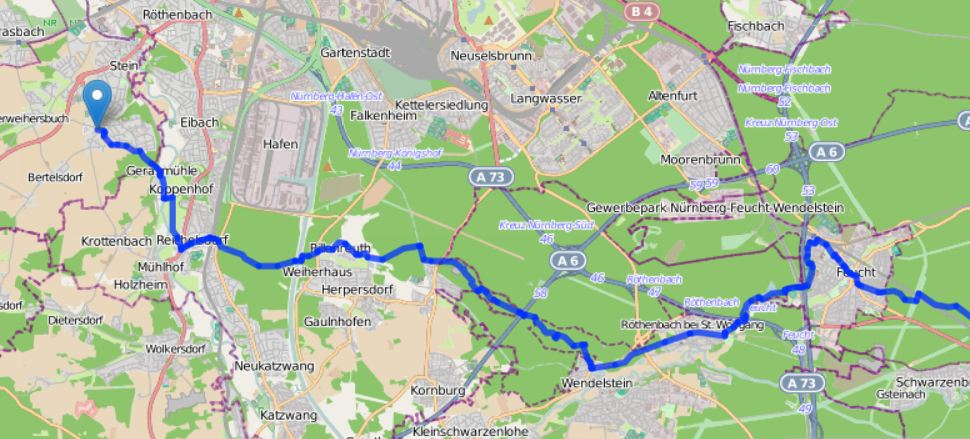
Jakobsweg von Feucht nach Nürnberg

### Feucht–Nürnberg, 24 km
In Feucht beweist die auf einen Bau aus dem 12. Jahrhundert zurückgehende Jakobskirche, dass hier richtig die Route des mittelalterlichen Jakobsweges verläuft. Hinter Feucht verlässt der Weg den Landkreis Nürnberger Land und wechselt in den Landkreis Roth. Im Landkreis Roth durchquert der Jakobsweg die Ortschaften Röthenbach bei Sankt Wolfgang und Wendelstein. Dann führt er durch die nach Nürnberg eingemeindeten Ortschaften Worzeldorf, Pillenreuth, Reichelsdorf, Gerasmühle. Er verlässt das Nürnberger Stadtgebiet und wechselt in den Landkreis Fürth. In Stein endet der erste Teil des Fränkischen Jakobsweges.

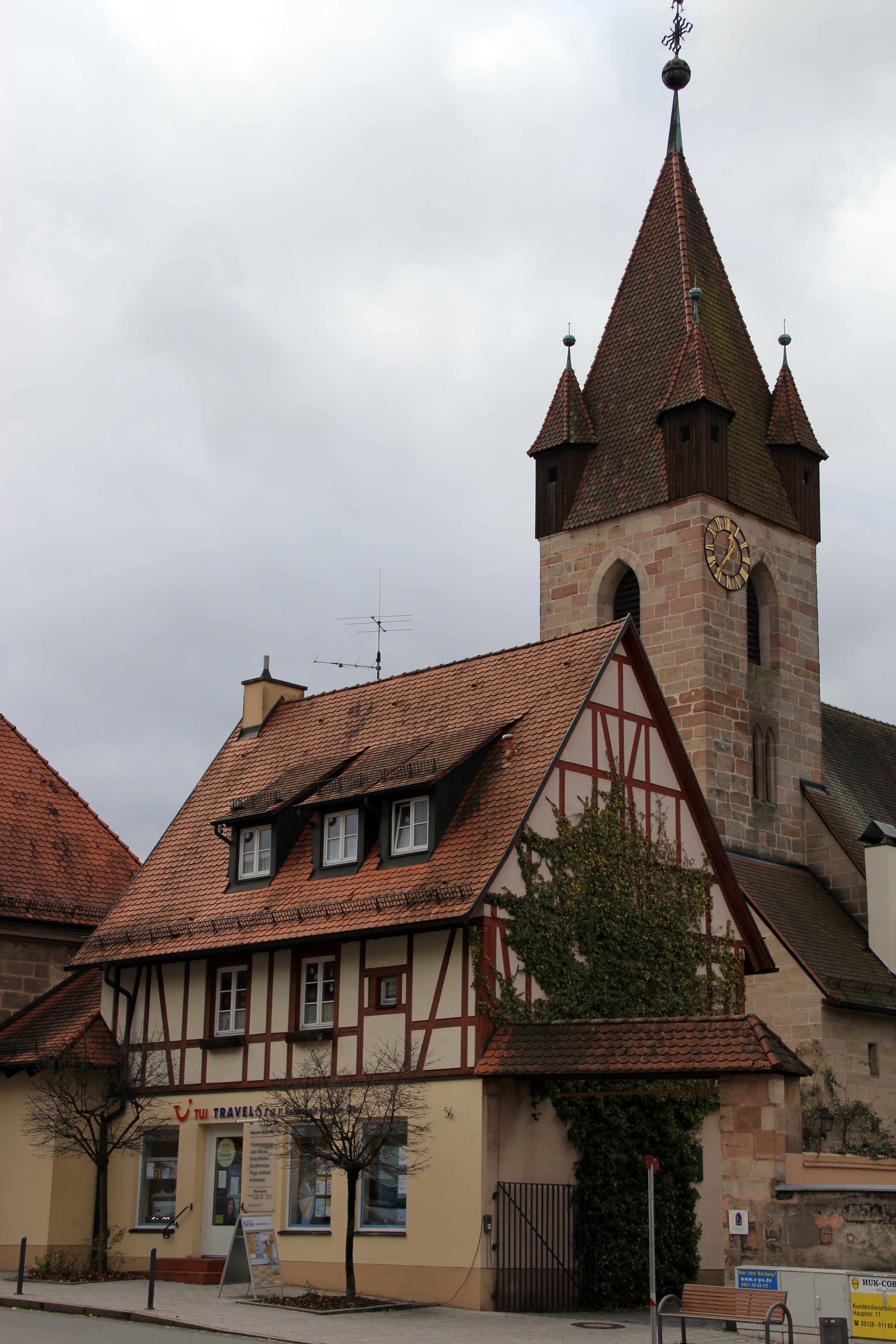
Jakobskirche in Feucht
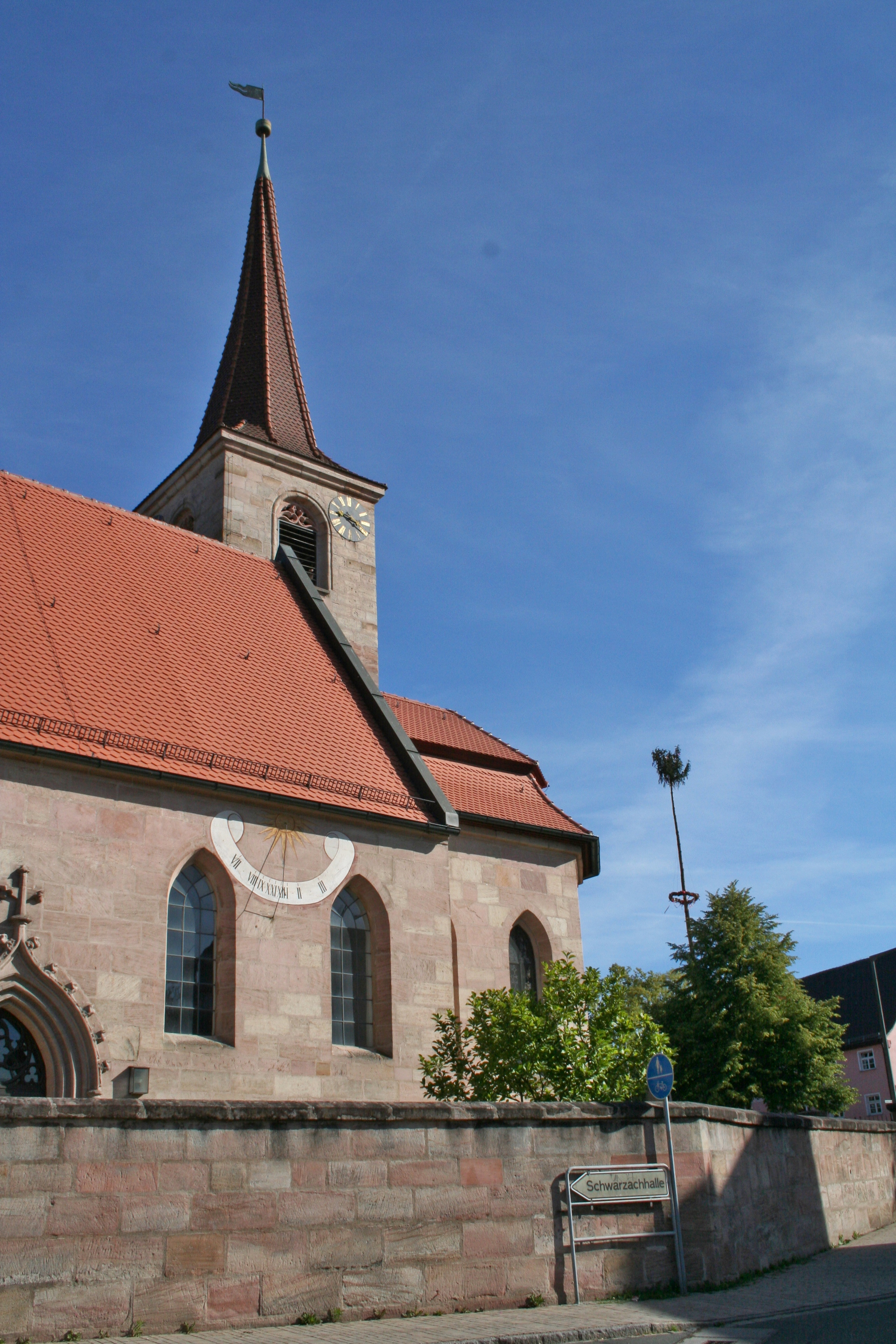
St. Wolfgang in Röthenbach b.St. Wolfgang
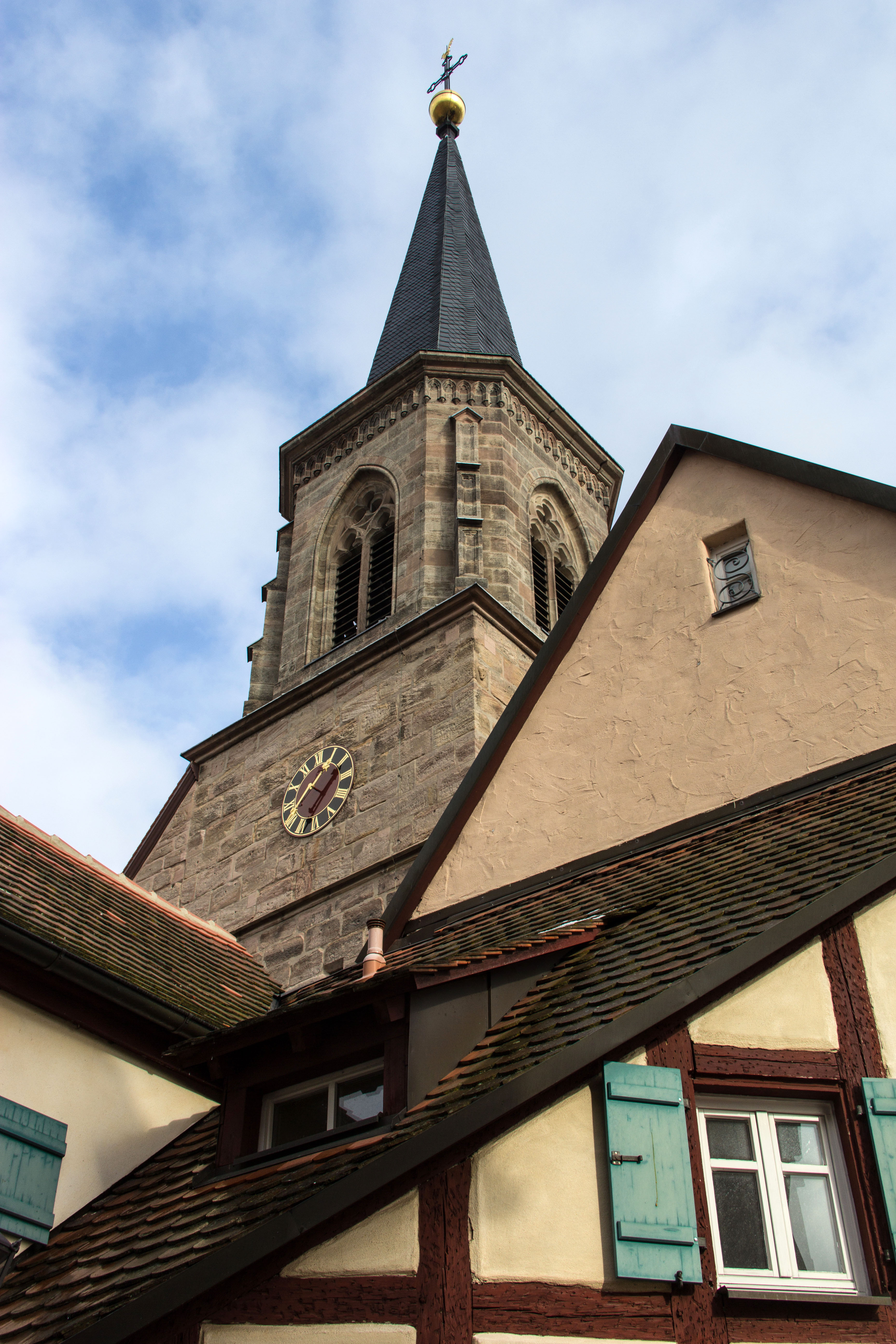
St. Georg in Wendelstein

## Mittelfränkischer Jakobsweg: Nürnberg bis Rothenburg ob der Tauber

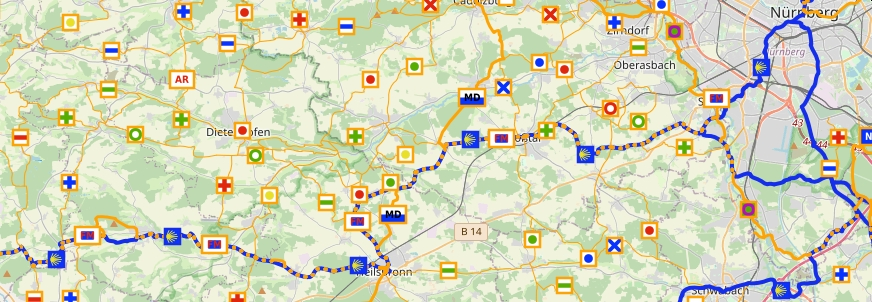
Jakobsweg von Nürnberg bis Weihenzell

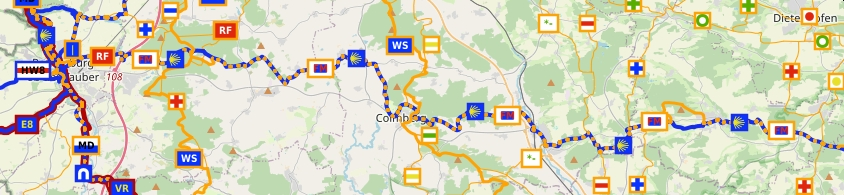
Jakobsweg von Weihenzell bis Rothenburg ob der Tauber

### Abschnitt Nürnberg–Weihenzell, 44 km
Ab Nürnberg führt der Jakobsweg mehr oder weniger strikt nach Westen bis Rothenburg ob der Tauber.
Von Stein geht es über Oberweihersbuch, Unterbüchlein, Weitersdorf, Roßtal, Buttendorf, Fernabrünst nach Wendsdorf. Hier wechselt der Weg aus dem Landkreis Fürth in den Landkreis Ansbach. Es geht weiter über Bürglein, Heilsbronn, Großhaslach,
Reckersdorf, Forst nach Weihenzell.

### Abschnitt Weihenzell–Rothenburg ob der Tauber, 46 km
Von Weihenzell führt der Weg über Wernsbach bei Ansbach, Röshof, Buhlsbach, Lehrberg, Unterheßbach, Häslabronn,
Colmberg, Oberhegenau, Binzwangen, Stettberg,
Karrachmühle, Wachsenberg nach Rothenburg ob der Tauber.

## Regionen
Der Fränkische Jakobsweg führt im bayerischen Regierungsbezirk Oberpfalz
durch die Landkreise Neustadt an der Waldnaab, Schwandorf, Amberg-Sulzbach und Neumarkt in der Oberpfalz.
Im bayerischen Regierungsbezirk Mittelfranken führt er durch die Landkreise Nürnberger Land,
Roth, Nürnberg-Stadt, Fürth und Ansbach.

## Als Radweg
Es gibt eine Variante des Fränkischen Jakobsweges für Radfahrer. Er ist in 5 Etappen eingeteilt: Tillyschanz-Eslarn – Schwandorf (77 km) – Kastl (80 km) – Nürnberg (65 km) – Heilsbronn (40 km) – Rothenburg o.d. Tauber (62 km).
Dieser Radweg weicht streckenweise beträchtlich vom Fußpilgerweg ab. Er benutzt vorhandene bayerische Radwege und wird durch das Team Jürgen Nitz, Pfarrer der Pauluskirche in Kaufering, Reinhard Heckmann, ADFC-TourGuide, und Christian Reuting, Webseitenbetreuung, in Zusammenarbeit mit der Evangelisch-Lutherischen Kirche in Bayern und dem Allgemeinen Deutschen Fahrrad-Club ausgezeichnet, erprobt und veröffentlicht. Sein Kennzeichen ist ein Schild mit der gelben Jakobsmuschel auf blauem Grund, daneben ein gelbes Fahrrad und darüber die Aufschrift „JAKOBUS RADPILGERWEG“.